# Championnat d'Italie de football 1951-1952
Navigation
Édition précédente Édition suivante
| \| Juventus AC Milan Inter Fiorentina Lazio Naples Sampdoria Novare Ferrare Pro Patria Palerme Atalanta Côme Udinese Torino Bologne Lucchese Triestina Padoue Legnano \| Localisation des clubs engagés dans le championnat. |
| Juventus AC Milan Inter Fiorentina Lazio Naples Sampdoria Novare Ferrare Pro Patria Palerme Atalanta Côme Udinese Torino Bologne Lucchese Triestina Padoue Legnano                                                           |

Le Championnat d'Italie de football de Série A 1951-1952 est la 50e édition du championnat d'Italie de football, qui réunit 20 équipes. 
Le championnat est remporté pour la 9e fois de son histoire par la Juventus FC.

## Classement
Le partage des points est fait sur le barème suivant : deux points pour une victoire, un point pour un match nul et aucun point pour une défaite.
| Rang | Équipe               | Pts | J  | G  | N  | P  | Bp | Bc | Diff |
| ---- | -------------------- | --- | -- | -- | -- | -- | -- | -- | ---- |
| 1    | Juventus FC          | 60  | 38 | 26 | 8  | 4  | 98 | 34 | +64  |
| 2    | AC Milan T           | 53  | 38 | 20 | 13 | 5  | 87 | 41 | +46  |
| 3    | Inter Milan          | 49  | 38 | 21 | 7  | 10 | 86 | 49 | +37  |
| 4    | AC Fiorentina        | 43  | 38 | 17 | 9  | 12 | 52 | 38 | +14  |
| 5    | SS Lazio             | 43  | 38 | 15 | 13 | 10 | 60 | 49 | +11  |
| 6    | SSC Naples           | 42  | 38 | 17 | 8  | 13 | 64 | 44 | +20  |
| 7    | UC Sampdoria         | 41  | 38 | 16 | 9  | 13 | 48 | 40 | +8   |
| 8    | Novara Calcio        | 40  | 38 | 16 | 8  | 14 | 62 | 62 | 0    |
| 9    | SPAL Ferrara P       | 37  | 38 | 12 | 13 | 13 | 52 | 50 | +2   |
| 10   | Pro Patria Calcio    | 37  | 38 | 12 | 13 | 13 | 47 | 62 | -15  |
| 11   | US Palerme           | 36  | 38 | 11 | 14 | 13 | 43 | 51 | -8   |
| 12   | Atalanta Bergame     | 34  | 38 | 13 | 8  | 17 | 54 | 61 | -7   |
| 13   | Calcio Côme          | 34  | 38 | 15 | 4  | 19 | 53 | 70 | -17  |
| 14   | Udinese Calcio       | 34  | 38 | 11 | 12 | 15 | 43 | 62 | -19  |
| 15   | Torino FC            | 34  | 38 | 12 | 10 | 16 | 39 | 58 | -19  |
| 16   | Bologne FC 1909      | 33  | 38 | 11 | 11 | 16 | 45 | 55 | -10  |
| 17   | AS Lucchese-Libertas | 32  | 38 | 11 | 10 | 17 | 39 | 49 | -10  |
| 18   | US Triestina         | 32  | 38 | 11 | 10 | 17 | 47 | 68 | -21  |
| 19   | Calcio Padova        | 29  | 38 | 10 | 9  | 19 | 45 | 73 | -28  |
| 20   | AC Legnano P         | 17  | 38 | 4  | 9  | 25 | 37 | 85 | -48  |

## Barrages de relégation
La réduction du nombre d'équipes en Serie A impose des barrages de relégation opposant le club classé dix-huitième en fin de saison au second du championnat de Serie B. Or, l'US Triestina et l'AS Lucchese-Libertas terminent la saison avec le même nombre de points : un barrage préliminaire est alors organisé entre ces deux équipes. Le vainqueur affronte ensuite le Brescia Calcio, second de deuxième division.
| Équipe 1     | Résultat | Équipe 2             | Aller | Retour |
| ------------ | -------- | -------------------- | ----- | ------ |
| US Triestina | 4 - 3    | AS Lucchese-Libertas | 1 - 0 | 4 - 3  |

L'AS Lucchese-Libertas est relégué tandis que l'US Triestina  affronte le Brescia Calcio sur un unique match à Valdagno.
| Équipe 1       | Résultat | Équipe 2     |
| -------------- | -------- | ------------ |
| Brescia Calcio | 0 - 1    | US Triestina |

L'US Triestina se maintient. Le Brescia Calcio reste quant à lui en Serie B.

## Meilleurs buteurs
|   | Buteur         | Club        | Nb de Buts |
| - | -------------- | ----------- | ---------- |
| 1 | John Hansen    | Juventus FC | 30         |
| 2 | Gunnar Nordahl | AC Milan    | 26         |
| 3 | Istvan Nyers   | Inter Milan | 23         |

## Bilan de la saison
| Tableau d'Honneur |             |
| Compétition       | Vainqueur   |
| Serie A           | Juventus FC |

| Promotions et relégations |                                               |
| Relégués en Serie B       | AS Lucchese-Libertas Calcio Padova AC Legnano |
| Promus de Serie B         | AS Rome                                       |